# I. Jeroboám
I. Jeroboám izraeli király. Salamon idejében ő volt a teherhordozók főfelügyelője. Egy próféta azonban azt mondta Jeroboámnak, hogy a király halála után ő lesz az uralkodó 10 törzs fölött, mert az ország ketté fog szakadni. Mikor erről tudomást szerzett Salamon, Jeroboámot meg akarta öletni, aki Egyiptomba menekült. Salamon halála után fia, Roboám következett a trónon.

## A szakadás
Miután Roboám kegyetlen ígéreteivel maga ellen fordított Izrael 12 törzse közül tízet, azok külön királyságot alapítottak az ország északi felén, az Izraeli Királyságot, uralkodójuknak pedig Jeroboámot tették, így Roboám csak a déli országrész, a Júdai Királyság uralkodója lett.

## A hanyatló uralkodás
Mivel Jeruzsálem, a hajdani Izrael fővárosa Júdához tartozott, Jeroboám Szikem után Peniélt, majd Tircát tette meg országa fővárosává. Mikor az emberek kezdtek átjárni Jeruzsálembe a templomba imádkozni, a király félt hogy elveszik a hűségük, ezért Dánban és Bételben aranyborjúkat állíttatott fel, hogy azokat imádják. Emiatt egy próféta megátkozta, és nagyobb fia, Abija meghalt. I. Jeroboám halála után kisebbik fia, Nádáb követte a trónon.